# Hechizo de amor
Hechizo de amor é uma telenovela venezuelana exibida em 2000 pela Venevisión.

## Elenco
- Bassel Dagher ... Don Juan
- Emma Rabbe ... Ligia Valderrama
- Guillermo Pérez ... Gabriel Salazar
- Wanda D´Isidoro ... Mabel Alcántara
- Caridad Canelón ... Salomé Hernández
- Gigi Zanchetta ... Carolina Sánchez
- Aroldo Betancourt ... Leonardo Sotomayor
- Ana Karina Casanova ... Mariana Antúnez
- Alberto Alifa ... Juan Diego Urbaneja Castro
- Julio Alcázar ... Arturo Urbaneja Castro
- Mayra Alejandra ... Raquela de Valderrama
- Carolina López ... Beatriz Gutiérrez
- Eva Blanco ... Clara de Salazar
- Chony Fuentes ... Fedora de Antúnez
- Mónica Rubio ... Trinita Sánchez
- Chelo Rodríguez ... Adelaida de Sotomayor
- Betty Ruth ... Crisanta Hernández
- Mirtha Borges ... Marina de Alcántara
- Niurka Acevedo ... Penélope Bracho
- Cristina Obín ... Inmaculada de Urbaneja
- Judith Vásquez ... Iraida Montes
- Ana Castell ... Dominga Cárdenas
- Miguel Alcántara ... Francisco Valderrama
- Pedro Lander ... Marcelo Salazar
- Ernesto Balzi ... Alonso Urrutia
- Alexis Escamez ... Higinio Pérez
- Julio Bernal ... Venancio Alcántara
- Victor Rentoya ... Adalberto Cárdenas
- Miguel David Díaz ... Mauricio Sánchez
- Mario Brito ... Cheo Meneses
- Víctor Hernández ... Claudio Salazar
- Dulce María Pilonieta ... Leticia
- José Vieira ... Emilio Cárdenas
- Adelaida Mora ... Bettina
- Kimberly Dos Ramos ... Martica Sánchez
- Mauricio Rentería ... Padre Angel Jesús
- Andreína Yépez ... Lorena
- Diego Salazar ... Amado Cárdenas
- Angelo Rizzi ... Javier
- Ana Massimo ... Luisa Pérez
- Frank Mendez
- Mónica Valero ... Mercedes